# Algemeene Nederlandsche Vrouwen Vredebond
De Algemeene Nederlandsche Vrouwen Vredebond (ANVV) was een bond ter bevordering van de vrede tussen volkeren en tussen mensen onderling welke heeft bestaan van 1914 tot 1940.

## Geschiedenis
Op 27 december 1914 werd de bond in Bodegraven opgericht door Elisabeth van Wijngaarden. Zij had in het blad De Vrouw en haar Huis de oproep voor het stichten van een Nederlandse Vrouwenvredebond gelezen. Het doel van de vrouwenbond was het bevorderen van de vrede tussen volkeren en tussen mensen onderling door het uitgeven van publicaties en het organiseren van bijeenkomsten en demonstraties. Vrouwen van alle achtergronden, rangen en standen konden zich aansluiten bij de bond. De ANVV gaf de bladen Ons Streven (1917-1934) en De Vrouw en de Vrede (1934-1940) uit.
Het bestuur van de afdeling in Bodegraven was tot 1918 het hoofdbestuur van de bond. Van Wijngaarden was van 1914 tot 1936 voorzitter van deze afdeling. Vanaf 1920 was ze tevens voorzitter van de afdeling in Amersfoort. 
Vanaf omstreeks 1925 ging de ANVV samenwerken met de Nederlandse afdeling van de Internationale Vrouwenbond voor Vrede en Vrijheid (IVVV). Samen gaven zij bijvoorbeeld een vredeskalender uit en vormden ze het Centraal Comité, de organisatie van de Vrouwenvredesgang. De Vrouwenvredesgang was een betoging die vanaf 1934 jaarlijks werd georganiseerd op Volkenbondsdag.  
In september 1940 fuseerden de ANVV en de Nederlandse afdeling van de IVVV tot de Internationale Vrouwen Vredebond Nederlandse Afdeling IVVV.